# 6 марта
6 марта — 65-й день года (66-й в високосные годы) по григорианскому календарю.
До конца года остаётся 300 дней.
До 15 октября 1582 года — 6 марта по юлианскому календарю, с 15 октября 1582 года — 6 марта по григорианскому календарю.
В XX и XXI веках соответствует 21 февраля по юлианскому календарю в невисокосные годы, 22 февраля в високосные годы.

## Праздники и памятные дни
См. также: Категория:Праздники 6 марта

### Национальные
- Гана — День независимости.

### Религиозные

#### Католицизм
- Память Хродеганга, епископа Меца;
- память святой Колетт;
- память Фридолина Зекингенского;
- память святых монахинь Кинебурги, Кинесвиды и Тиббы[англ.];
- память Маркиана из Тортоны;
- память блаженного Олегара.

#### Православие[2]
Примечание: указано для невисокосных лет, в високосные годы список иной, см. 7 марта.
- Память Козельщанской иконы Божией Матери (1881);
- память святителя Евстафия, архиепископа Антиохийского (ок. 337—346);
- память Иоанна Схоластика, патриарха Константинопольского (577);
- память преподобного Захарии, патриарха Иерусалимского (ок. 632—633);
- память преподобного Тимофея в Симво́лех (795)[3];
- память святителя Георгия, епископа Амастридского (ок. 802—825);
- память священномучеников Александра Вислянского, Даниила Алфёрова и Григория Хлебунова, пресвитеров (1930);
- память священномучеников Константина Пятикрестовского, пресвитера, Павла Широкогорова, диакона (1938);
- память мученицы Ольги Кошелевой (1939).

### Именины
- Католические: Кинебурга, Кинесвида, Колетт, Маркиан, Тибба, Фридолин, Хродеганг.
- Православные: Александр, Георгий, Григорий, Даниил, Евстафий, Захария, Иван, Константин, Ольга, Павел, Тимофей[4].

## События
См. также: Категория:События 6 марта

### До XIX века
- 12 год до н. э. — Римский император Август провозглашается Великим понтификом.
- 632 — Последняя проповедь Мухаммеда.
- 845 — На берегу Евфрата казнены 42 аморийских мученика.
- 961 — Завоевание Хандака византийским императором Никифором Вторым, конец Критского эмирата.
- 1204 — Осада Шато-Гайяра заканчивается поражением короля Англии Иоанна Безземельного; французский король Филипп II Август с этого момента контролирует практически всю Нормандию.
- 1323 — Подписание Парижского договора, по которому граф Людовик I из Фландрии отказался от фламандских претензий на графство Зеландия и признал графа Голландии Вильгельма I графом Зеландии. Вильгельм, в свою очередь, согласился отказаться от всех претензий к Фландрии.
- 1454 — Тринадцатилетняя война: делегаты Прусского союза клянутся в верности польскому королю Казимиру IV, который согласен направить свои силы на содействие в борьбе Пруссии за независимость от тевтонских рыцарей.
- 1521 — Фернан Магеллан во время кругосветного путешествия открыл остров Гуам.
- 1617 — Француз Луи Эбер первым получил право на ведение фермерского хозяйства в Квебеке (Новая Франция).
- 1661 — Первым президентом Королевского общества (Британской академии наук) избран сэр Роберт Морей.
- 1665 — В Лондоне вышел первый в мире научный журнал — «Философские труды Королевского общества».
- 1749 — Британское правительство одобрило план заселения Новой Скотии.
- 1762 — Император Пётр III подписал манифест об уничтожении Тайной канцелярии.
- 1788 — Прибытие Первого флота на остров Норфолк; основание первых поселений для осуждённых.

### XIX век
- 1810 — Иллинойс стал первым американским штатом, введшим обязательную вакцинацию.
- 1820 — Президент США утвердил Миссурийский компромисс: штат Миссури признан как рабовладельческий, а штат Мэн — как свободный.
- 1834 — В Канаде город Йорк переименован в Торонто.
- 1836 — Техасская революция: битва при Аламо — после тринадцатидневной осады мексиканской армией из 3000 солдат 187 добровольцев из Техаса, в том числе пограничники Дэви Крокетт и полковник Джим Боуи, защищающие Аламо, убиты и форт захвачен.
- 1853 — В Венеции прошла премьера оперы Джузеппе Верди «Травиата».
- 1857 — Верховный суд США постановил, что рабы являются имуществом, а не гражданами.
- 1869 — Дмитрий Менделеев представил периодическую систему химических элементов Русскому химическому обществу.
- 1882 — Сербия провозглашена королевством.
- 1899 — в Германии компания Bayer зарегистрировала торговую марку «Аspirin» («Аспирин»)[5].
- 1900 — В Сан-Франциско нашли мёртвого китайца — начало первой в США эпидемии бубонной чумы.

### XX век
- 1902 — Избрание Максима Горького в почётные академики Императорской Академии наук по разряду изящной словесности, отменённое в этом же месяце правительством.
- 1902 — Основан футбольный клуб «Реал» (Мадрид).
- 1913
  - В Урге вышла первая в истории Монголии газета — «Новое зерцало».
  - 300-летие дома Романовых.
  - В Казанском соборе, во время празднования 300-летия, от давки погибло 34 человека.
- 1917
  - Манифест о восстановлении автономии Финляндии.
  - В Петрограде начался разгром булочных и молочных лавок.
- 1918 — Центральная рада Украинской народной республики провозгласила административную реформу Украины, поделив её на 32 земли.
- 1919 — Принята первая конституция Украинской ССР.
- 1924 — В Ватикане установлен первый радиоприёмник.
- 1925 — Вышел первый номер газеты «Пионерская правда».
- 1930 — В Спрингфилде (штат Массачусетс) начала продаваться первая замороженная пища под маркой «Clarence Birdseye».
- 1935 — В Эстонии, после государственного переворота Пятса и генерала Лайдонера, запрещены все политические партии.
- 1938 — В Лондоне троллейбусы пришли на смену трамваям.
- 1943 — Бой в проливе Блэкетт.
- 1944 — Город Дёма присоединён к Уфе с образованием в её составе Дёмского района.
- 1945
  - Началась Балатонская оборонительная операция советских войск и Дравская оборонительная операция Первой болгарской армии против немецких войск в Венгрии.
  - Американские войска вошли в Кёльн.
- 1951 — Холодная война: в Нью-Йорке начался процесс над Юлиусом и Этель Розенбергами.
- 1957 — Провозглашена независимость Ганы.
- 1964 — Чемпион мира по боксу Кассиус Клей принял ислам и взял другое имя — Мухаммед Али.
- 1967 — Дочь Сталина Светлана Аллилуева попросила политического убежища в посольстве США в Индии.
- 1970 — В Англии вышел последний сингл the Beatles «Let It Be».
- 1970 — Установлены дипломатические отношения между СССР и Республикой Ботсваной.
- 1975
  - Состоялся первый полёт ближнемагистрального пассажирского самолёта Як-42.
  - Подписание Алжирского соглашения — двустороннего международного соглашения между Ираном и Ираком, урегулировавшего территориальные споры между двумя странами.
- 1976 — Вблизи Верхней Хавы потерпел крушение самолёт Ил-18Е, погибли 111 человек. Крупнейшая авиакатастрофа в Воронежской области.
- 1980 — Впервые членом Французской академии избрана женщина — писательница Маргерит Юрсенар.
- 1981 — Западногерманская женщина Марианна Бахмайер[англ.] в зале суда застрелила убийцу и насильника своей дочери.
- 1983 — стартовали продажи Motorola DynaTAC 8000X, первого коммерчески успешного сотового телефона.
- 1984 — Началась забастовка британских шахтёров, продолжавшаяся год.
- 1985 — Американский боксёр Майк Тайсон начал профессиональную карьеру, нокаутировав Гектора Мерседеса.
- 1987 — В бухте Зебрюгге (Бельгия) затонул британский паром MS Herald of Free Enterprise, погибли 193 человека.
- 1988 — В Северной Ирландии британским спецназом (SAS) проведена Операция «Флавий», в результате которой были застрелены три члена Временной Ирландской республиканской армии (IRA) — Шон Сэвидж, Дэниэл Маккен и Майред Фаррелл.
- 1990 — Съезд народных депутатов СССР признал существование всех форм собственности. Земля по-прежнему не признана частной собственностью.
- 1990 — В Афганистане правительство президента Мухаммеда Наджибуллы подавило попытку государственного переворота.
- 1992
  - Первый президент Азербайджана Аяз Муталибов (1990—1992) под давлением вооружённой оппозиции подписал отречение от должности.
  - В Киргизии вступило в силу Соглашение о создании Содружества Независимых Государств.
  - В день рождения великого художника и скульптора Микеланджело впервые активизировался компьютерный вирус Michelangelo, от которого только в Германии пострадали 1500 компьютеров.
- 1997 — Королева Великобритании Елизавета II открыла собственный первый официальный сайт.

### XXI век
- 2003 — в Алжире при взлёте из аэропорта потерпел крушение самолёт Boeing 737. Погибли 102 человека, 1 выжил.
- 2005 — начало вещания телеканала «Домашний».
- 2008 — МИД России снял запрет на торгово-экономические и транспортные связи c тогда ещё непризнанной республикой Абхазия, установленный в 1996 году.
- 2010 — Финансовый кризис в Исландии: назначен референдум о выплате вкладчикам компенсации. 90 % исландцев проголосовали против выплаты.
- 2018 — при заходе на посадку на сирийскую авиабазу Хмеймим разбился самолёт Ан-26 российских ВВС, погибли 39 человек.
- 2022 — вторжение России на Украину: президент Украины Владимир Зеленский присвоил почётное звание «Город-герой Украины» шести городам: Харькову, Чернигову, Мариуполю, Херсону, Гостомелю и Волновахе.
- 2023 — начались протесты в Грузии.
- 2025 — во время учений в Почхоне[англ.] двое истребителей ВВС Республики Корея по ошибке сбросили восемь 500-фунтовых авиабомб МК-82 на деревню Ногок. В результате инцидента ранения различной степени тяжести получили 15 человек (по другим данным пострадали 29 человек – 15 гражданских и 14 военных), повреждены свыше 140 домов и иных строений.

## Родились

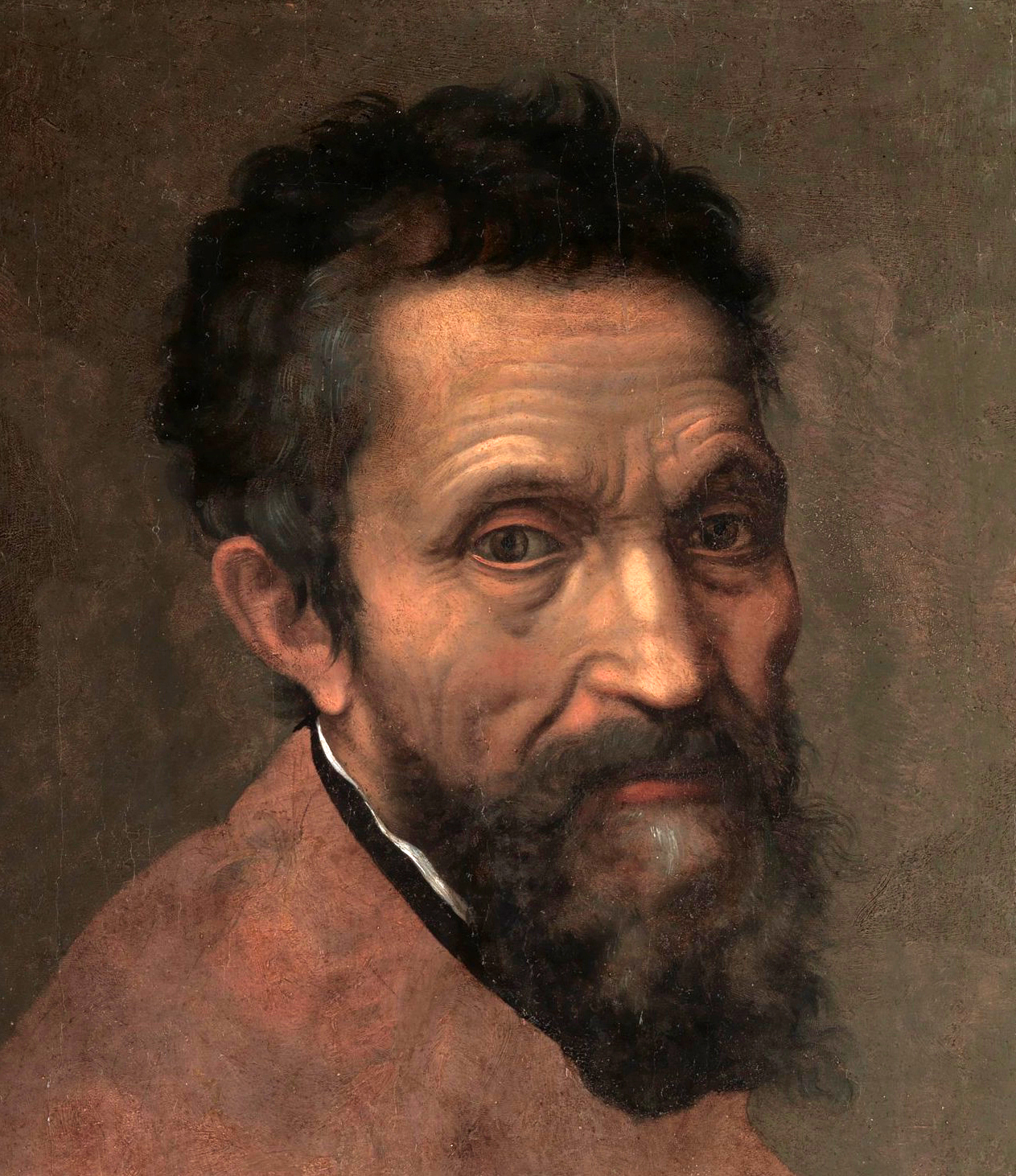
Микеланджело

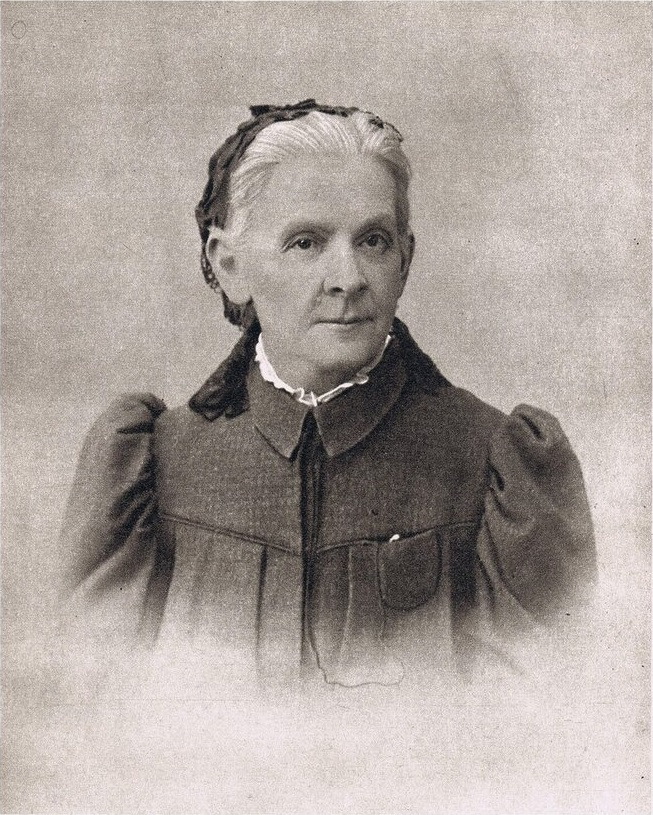
М. А. Ульянова

См. также: Категория:Родившиеся 6 марта

### До XIX века
- 1340 — (предположительно) Джон Гонт (ум. 1399), английский принц, первый герцог Ланкастерский (с 1362), основатель дома Ланкастеров.
- 1405 — Хуан II Кастильский (ум. 1454), король Кастилии и Леона (с 1406).
- 1459 — Якоб Фуггер (ум. 1525), немецкий банкир, предприниматель, самый богатый человек Европы своего времени.
- 1475 — Микеланджело (Микеланджело Буонарроти; ум. 1564), итальянский скульптор, живописец, архитектор и поэт эпохи Высокого Возрождения.
- 1483 — Франческо Гвиччардини (ум. 1540), итальянский политик, мыслитель и историк времён Высокого Возрождения.
- 1493 — Хуан Луис Вивес (ум. 1540), испанский богослов, философ, гуманист и педагог.
- 1495 — Луиджи Аламанни (ум. 1556), итальянский поэт и драматург.
- 1508 — Хумаюн (ум. 1556), второй падишах Империи Великих Моголов.
- 1585 — Франческо Корнер (ум. 1656), 101-й венецианский дож.
- 1619 — Савиньен Сирано де Бержерак (ум. 1655), французский прозаик, сатирик и драматург, мыслитель-вольнодумец.
- 1663 — Фрэнсис Аттербери (ум. 1732), английский епископ, проповедник, политик, писатель, переводчик.
- 1667 — Мухаммад Кам Бахш (ум. 1709), могольский принц из династии Бабуридов, субадар Биджапура и Хайдерабада (1707—1709), претендент на императорский престол (1707—1709).
- 1706 — Джордж Покок (ум. 1792), британский адмирал.
- 1716 — Пер Кальм (ум. 1779), шведский естествоиспытатель, путешественник, профессор экономики; один из «апостолов Линнея».
- 1724 — Генри Лоуренс (ум. 1792), американский торговец, рабовладелец, политический лидер во время Войны за независимость США, президент Второго Континентального конгресса (1777—1778). Один из отцов-основателей США.
- 1725 — Генрих Бенедикт Стюарт (ум. 1807), итальянский куриальный кардинал, якобитский претендент на английский и шотландский престолы.
- 1745 — Казимир Пулавский (ум. 1779), польский шляхтич, военный деятель, один из руководителей и маршалок Барской конфедерации, генерал континентальной армии во время войны за независимость США. Считается «отцом американской кавалерии».
- 1761 — Антуан Франсуа Андреосси (ум. 1828), французский генерал эпохи Наполеоновских войн, учёный и дипломат.
- 1767 — Шарль Жан Мари Барбару (ум. 1794), французский политический деятель, один из выдающихся жирондистов, член Конвента.
- 1779 — Антуан Анри Жомини (ум. 1869), швейцарский, французский и российский военачальник и военный писатель.
- 1787 — Йозеф Фраунгофер (ум. 1826), немецкий физик, оптик, изобретатель.

### XIX век
- 1802 — Андрей Штакеншнейдер (ум. 1865), российский архитектор немецкого происхождения.
- 1806 — Элизабет Барретт Браунинг (ум. 1861), английская поэтесса.
- 1812 — Бруно Гильдебранд (ум. 1878), немецкий экономист и статистик, один из основных представителей старой немецкой исторической школы.
- 1815 — Пётр Ершов (ум. 1869), русский поэт, прозаик, драматург, автор сказки в стихах «Конёк-Горбунок».
- 1820 — Эдуард Аллу (ум. 1888), французский адвокат и политик.
- 1823 — Карл I (ум. 1891), король Вюртембергский (с 1864).
- 1831 — Филип Шеридан (ум. 1888), американский военачальник, генерал армии, герой Гражданской войны в США.
- 1834 — Джордж Дюморье (ум. 1896), английский писатель, карикатурист.
- 1835 — Мария Ульянова (ум. 1916), мать российских революционеров А. И. Ульянова и В. И. Ленина.
- 1838 — Шимон Винавер (ум. 1920), польский шахматист, маэстро, один из сильнейших шахматистов мира в 1860—1880-х гг.
- 1841 — Виктор Буренин (ум. 1926), русский театральный и литературный критик, публицист, поэт-сатирик, драматург.
- 1849 — Георг Иоганн Люгер (ум. 1923), австрийский конструктор-оружейник, известный созданием пистолета Люгера.
- 1856 — Василий Матэ (ум. 1917), российский гравёр, ксилограф и офортист.
- 1860
  - Рональд Кроуфорд Манро-Фергюсон, 1-й виконт Новар (ум. 1934), британский государственный и политический деятель, шестой генерал-губернатор Австралии (1914—1920).
  - Иван Ювачёв (ум. 1940), российский революционер-народоволец, духовный писатель, отец писателя Даниила Хармса.
- 1865
  - Матвей Головинский (ум. 1920), русско-французский журналист и писатель, предполагаемый автор «Протоколов сионских мудрецов».
  - Дуань Цижуй (ум. 1936), китайский военачальник и политический деятель.
- 1866 — Пётр Осадчий (ум. 1943), русский государственный деятель и преподаватель.
- 1867 — Сэмюэл Франклин Коди (ум. 1913), британский и американский пионер авиации.
- 1869 — Павел Орленев (ум. 1932), русский и советский актёр, народный артист Республики (1926).
- 1870 — Оскар Штраус (ум. 1954), австрийский композитор.
- 1871 — Афонсу Аугушту да Кошта (ум. 1937), португальский политик, трижды премьер-министр Португалии (в 1910-х).
- 1872 — Павел Юон (ум. 1940), русский и швейцарский композитор и музыкальный педагог.
- 1881 — Константин Апухтин (ум. 1945), русский офицер, герой Первой мировой войны, участник Белого движения.
- 1882 — Гай Кибби (ум. 1956), американский актёр театра и кино.
- 1885 — Ринг Ларднер (ум. 1933), американский писатель, фельетонист, спортивный обозреватель, автор коротких рассказов и повестей.
- 1886 — Надежда Обухова (ум. 1961), оперная певица (меццо-сопрано), народная артистка СССР (1937).
- 1887
  - Йозеф Берхтольд (ум. 1962), государственный и политический деятель нацистской Германии.
  - Константин Скоробогатов (ум. 1969), актёр театра и кино, театральный режиссёр, народный артист СССР.
- 1888 — Александр Засс (ум. 1962), русский спортсмен, силач, артист цирка.
- 1889
  - Хамза Хакимзаде Ниязи (убит в 1929 году), узбекский поэт, драматург, общественный деятель, народный поэт Узбекской ССР.
  - Арнольд Фанк (ум. 1974), немецкий кинорежиссёр, оператор, монтажёр и мемуарист, основатель и наиболее крупный представитель жанра горных фильмов.
- 1891 — Исайя Лежнёв (имя при рождении — Исаак Альтшу́лер; ум. 1955), советский публицист и литературный критик, бессменный редактор журнала «Новая Россия».
- 1892 — Мария Будберг (ум. 1974), международная авантюристка, писательница, сценаристка, предположительно тройной агент ОГПУ, английской и германской разведок.
- 1894 — Эдгар Юлиус Юнг (ум. 1934), немецкий общественно-политический деятель, юрист, журналист.
- 1900
  - Эвальд Аав (ум. 1939), эстонский композитор и хоровой дирижёр.
  - Анри Жансон (ум. 1970), французский драматург, журналист, критик, сценарист и режиссёр.

### XX век
- 1901 — Марк Донской (ум. 1981), кинорежиссёр, сценарист, народный артист СССР.
- 1903 — Кодзюн (ум. 2000), японская императрица, супруга императора Хирохито.
- 1904 — Хосе Антонио Агирре (ум. 1960), испанский баскский политик, деятель баскского национализма, 1-й президент Страны Басков.
- 1906 — Лу Костелло (ум. 1959), американский актёр, комик, участник дуэта Эбботт и Костелло.
- 1909
  - Обафеми Аволово (ум. 1987), политический деятель Нигерии, сыгравший ключевую роль в движении за независимость страны.
  - Станислав Ежи Лец (ум. 1966), польский сатирик, поэт, афорист.
- 1910 — Александр Мозолёв (ум. 1970), белорусский советский художник, график, педагог.
- 1914
  - Кирилл Кондрашин (ум. 1981), дирижёр, народный артист СССР.
  - Векослав Лубурич (убит в 1969), усташ, генерал вооружённых сил Независимого государства Хорватия, комендант лагеря смерти Ясеновац, лидер Крижарей.
- 1915 — Борис Серебренников (ум. 1989), советский лингвист, академик АН СССР (1984). Специалист по проблемам общего и сравнительно-исторического языкознания, уральским, алтайским, индоевропейским языкам.
- 1916 — Герман Аксен (ум. 1992), немецкий политик-коммунист.
- 1917
  - Уилл Айснер (ум. 2005), американский художник-иллюстратор, «отец» современного комикса.
  - Самаэль Аун Веор (ум. 1977), эзотерик, оккультист.
  - Дональд Дэвидсон (ум. 2003), американский философ.
- 1920 — Льюис Гилберт (ум. 2018), британский кинорежиссёр, сценарист и продюсер.
- 1921
  - Бельхика Кастро (ум. 2020), чилийская актриса театра, кино и телевидения, театральный деятель, педагог. Лауреат Национальной премии исполнительских искусств Чили 1995 года.
  - Акива Яглом (ум. 2007), советский и американский физик и математик, профессор.
  - Исаак Яглом (ум. 1988), советский геометр, автор популярных книг по математике, профессор, брат-близнец Акивы Яглома.
- 1922 — Логин Большев (ум. 1978), советский физик, математик, член-корреспондент АН СССР.
- 1923 — Уэс Монтгомери (Джон Лесли Монтгомери; ум. 1968), американский джазовый гитарист, одна из наиболее значительных фигур в истории джаза.
- 1924
  - Оттмар Вальтер (ум. 2013), немецкий футболист (сборная ФРГ и клуб «Кайзерслаутерн»), нападающий, чемпион мира (1954).
  - Уильям Уэбстер, американский государственный деятель, единственный в истории США, кто возглавлял и ФБР (1978—1987), и ЦРУ (1987—1991).
- 1926
  - Анджей Вайда (ум. 2016), польский режиссёр театра и кино.
  - Алан Гринспен, американский экономист, председатель Совета управляющих Федеральной резервной системы США (1987—2006).
- 1927
  - Габриель Гарсиа Маркес (ум. 2014), колумбийский писатель, лауреат Нобелевской премии по литературе (1982).
  - Лерой Гордон Купер (ум. 2004), американский астронавт, самый молодой из первого отряда астронавтов США.
  - Константин Чикин (ум. 1994), советский и украинский художник-мультипликатор, режиссёр мультипликационных фильмов.
- 1929
  - Фазиль Искандер (ум. 2016), русский советский и абхазский писатель-прозаик, поэт, сценарист, журналист, общественный деятель.
  - Томас Стивен Фоли (ум. 2013), американский юрист и политик, спикер Палаты представителей США (1989—1995), посол США в Японии (1997—2001).
- 1930 — Лорин Маазель (ум. 2014), американский дирижёр, скрипач, композитор.
- 1931 — Симон Маркиш (ум. 2003), советский переводчик, филолог, литературовед, профессор Женевского университета (1974—1996).
- 1932
  - Марк Луи Базен (ум. 2010), гаитянский государственный и общественный деятель, и. о. президента и премьер-министр Гаити (1992—1993).
  - Бронислав Геремек (ум. 2008), польский политик и историк, министр иностранных дел (1997—2000), депутат Сейма (1989—2001), депутат Европарламента (2004—2008).
- 1934
  - Николай Мехузла (ум. 2011), советский и грузинский учёный в области виноделия, доктор технических наук, профессор.
  - Михаил Жванецкий (ум. 2020), советский и российский писатель-сатирик, исполнитель собственных произведений, киносценарист, телеведущий, народный артист РФ.
- 1936 — Тюммали Сайнясон, лаосский политический и военный деятель, президент Лаоса (2006—2016).
- 1937
  - Айван Боски (ум. 2024), американский биржевой трейдер, известный своей ролью в громком скандале с инсайдерской торговлей в середине 1980-х.
  - Валентина Терешкова, первая в мире женщина-космонавт, Герой Советского Союза.
- 1939 — Адам Осборн (ум. 2003), американский предприниматель, книгоиздатель, создатель программного обеспечения и первого коммерчески успешного портативного компьютера Osborne 1.
- 1941
  - Фердинандо Скарфьотти (ум. 1994), итальянский арт-директор, лауреат премии «Оскар» (1988).
  - Мэрилин Стратерн, британский антрополог, специалист по социальной антропологии.
- 1942
  - Игорь Волгин, советский и российский литературовед и историк, достоевсковед, поэт.
  - Светлана Ганнушкина, российская правозащитница, педагог и общественный деятель.
  - Флора Пурим, бразильская джазовая певица.
- 1944 — Кири Те Канава (при рожд. Клэр Мэри Тереза Рострон), новозеландская оперная певица.
- 1945
  - Михаил Звездинский (наст. фамилия Дейнекин), советский и российский поэт, музыкант и композитор, бард, исполнитель русского шансона.
  - Геннадий Богачёв (ум. 2023), советский и российский актёр театра и кино, народный артист РСФСР.
- 1946
  - Патрик Бодри, второй французский астронавт.
  - Дэвид Гилмор, британский композитор, гитарист, певец, один из лидеров рок-группы Pink Floyd.
  - Владимир Талашко, советский и украинский актёр театра и кино.
- 1947 — Роб Райнер, американский актёр, кинорежиссёр, продюсер, сценарист и активист.
- 1948
  - Юрий Морозов (ум. 2006), советский и российский рок-музыкант, мультиинструменталист, звукорежиссёр, писатель.
  - Стивен Шварц, американский композитор и поэт-песенник.
- 1949 — Шаукат Азиз, 23-й премьер-министр Пакистана (2004—2007).
- 1953
  - Мадхав Кумар Непал, непальский политик, премьер-министр Непала (2009—2011).
  - Кэролин Порко, американский планетолог.
- 1954
  - Сергей Мохнаткин (ум. 2020), российский правозащитник и журналист.
  - Харальд Шумахер, немецкий футбольный вратарь, чемпион Европы (1980), серебряный призёр чемпионатов мира (1982, 1986).
- 1955
  - Сиприен Нтарьямира (погиб в 1994), бурундийский политик, президент Республики Бурунди (в 1994).
  - Альберта Уотсон (ум. 2015), канадская актриса кино и сериалов.
- 1956 — Владимир Прибыловский (ум. 2016), советский диссидент, российский политолог, историк, правозащитник, журналист, публицист, переводчик.
- 1962
  - Эрика Хесс, швейцарская горнолыжница, 6-кратная чемпионка мира.
  - Сергей Яшин (ум. 2022), советский и российский хоккеист. Олимпийский чемпион (1988), 2-кратный чемпион мира (1986, 1989), 3-кратный чемпион Европы (1985, 1986, 1989). Заслуженный мастер спорта СССР (1988).
- 1963 — Дон Валчак, канадский кёрлингист, чемпион мира (1989), серебряный призёр Олимпийских игр (2002).
- 1965 — Александр Хлопонин, российский государственный деятель.
- 1966 — Николай Мельников (ум. 2006), русский поэт, актёр, режиссёр, сценарист.
- 1967
  - Конни Бриттон, американская актриса кино и телевидения, певица и продюсер.
  - Гленн Гринвальд, американский писатель, адвокат и журналист.
- 1968
  - Ринат Волигамси (настоящая фамилия — Исмагилов), российский художник-сюрреалист.
  - Мойра Келли, американская актриса и телевизионный режиссёр.
  - Игорь Колыванов, советский и российский футболист, выступавший на позиции нападающего, позже российский тренер.
  - Майкл Ромео, американский гитарист-виртуоз, гитарист и основатель метал-группы Symphony X.
- 1969
  - Татьяна Буланова, советская и российская поп-певица, заслуженная артистка РФ.
  - Антон Зайцев, российский телеведущий, журналист, обозреватель компьютерных игр.
  - Малахат Насибова, азербайджанский журналист и правозащитник.
- 1972
  - Шакил О’Нил, американский баскетболист, рэп-исполнитель, актёр, олимпийский чемпион (1996).
  - Василий Уткин (ум. 2024), российский спортивный журналист и телекомментатор.
- 1975 — Арасели Арамбула, мексиканская актриса кино и телевидения, фотомодель и певица.
- 1977
  - Сергей Бурунов, российский актёр театра, кино, озвучивания и дубляжа, пародист, телеведущий.
  - Йоргос Карагунис, греческий футболист, чемпион Европы (2004), рекордсмен по количеству игр за национальную сборную (139).
  - Шабани Нонда, конголезский футболист.
- 1978 — Лара Кокс, австралийская актриса кино и телевидения, фотомодель.
- 1979 — Тим Ховард, американский футболист, вратарь.
- 1980 — Родриго Таддеи, бразильский футболист, обладатель Кубка Италии.
- 1981 — Эллен Муф, американская актриса.
- 1983 — Джулия Квинтавалле, итальянская дзюдоистка, олимпийская чемпионка (2008), чемпионка Европы (2010).
- 1984
  - Лейла Бехти, французская актриса кино и телевидения.
  - Янина Соколова, украинская журналистка, телеведущая, актриса, общественный деятель.
- 1985
  - Алексей Порошенко, украинский политик, дипломат, предприниматель, старший сын экс-президента Украины Петра Порошенко.
  - Елена Терлеева, российская певица, автор песен, композитор.
- 1987 — Кевин-Принс Боатенг, ганский и немецкий футболист, полузащитник.
- 1988
  - Агнес Карлссон, шведская певица.
  - Симон Миньоле, бельгийский футболист, вратарь, бронзовый призёр чемпионата мира (2018).
- 1989 — Агнешка Радваньская, польская теннисистка, бывшая вторая ракетка мира.
- 1990 — Дерек Друэн, канадский прыгун в высоту, олимпийский чемпион (2016), чемпион мира (2015).
- 1991 — Tyler, the Creator (Тайлер Грегори Оконма), американский рэпер и продюсер.
- 1994 — Маркус Смарт, американский баскетболист.
- 1995 — Рози Дэй, английская актриса кино и телевидения.
- 1996 — Тимо Вернер, немецкий футболист, победитель Кубка конфедераций (2017).

### XXI век
- 2001 — Зои Садовски-Синнотт, новозеландская сноубордистка, олимпийская чемпионка (2022), двукратная чемпионка мира (2019, 2021).

## Скончались
См. также: Категория:Умершие 6 марта

### До XIX века
- 1652 — Феодосий Боровик, униатский монах; русско-польский писатель и переводчик.
- 1680 — Фома Иванович Бибиков, воевода якутский[6].
- 1683 — Гварино Гварини (р. 1624), итальянский архитектор, математик, богослов.
- 1731 — Иоганн Мельхиор Динглингер (р. 1664), немецкий ювелир эпохи барокко.

### XIX век
- 1836 — Дэви Крокетт (р. 1786), американский первопроходец, путешественник и военный, ставший героем фольклора США.
- 1837 — Юрий Лисянский (р. 1773), русский мореплаватель.
- 1846 — Николай Полевой (р. 1796), русский писатель, драматург, литературный и театральный критик, журналист, историк.
- 1850 — Шарль де Бернар (р. 1804), французский писатель-романист, друг и ученик Бальзака.
- 1851 — Александр Алябьев (р. 1787), русский композитор.
- 1870 — Дмитрий Бибиков (р. 1792), генерал, герой Бородинской битвы, киевский генерал-губернатор (1837—1852), министр внутренних дел России (1852—1855).
- 1888 — Луиза Мэй Олкотт (р. 1832), американская писательница, феминистка, первая в истории женщина, зарегистрировавшаяся для участия в политических выборах.
- 1898 — Пётр Бессонов (р. 1828), русский филолог-славист, фольклорист, издатель.
- 1900
  - Карл Бехштейн (р. 1826), немецкий фортепианный мастер, основатель известной фирмы клавишных инструментов.
  - Готтлиб Вильгельм Даймлер (р. 1834), немецкий инженер, создатель первого мотоцикла.

### XX век
- 1930 — Альфред фон Тирпиц (р. 1849), германский военно-морской деятель, гросс-адмирал.
- 1932 — Джон Филип Суза (р. 1854), американский композитор и дирижёр, «король марша».
- 1938 — Василий Кузнецов (р. 1866), русский советский метеоролог и гидролог.
- 1941 — Джон Гутзон Борглум (р. 1867), американский скульптор и архитектор, автор Рашморского мемориала.
- 1945 — Вячеслав Шишков (р. 1873), русский советский писатель.
- 1950 — Владимир Ветчинкин (р. 1888), советский учёный-механик, аэродинамик, специалист по аэронавигации, баллистике, реактивному полёту.
- 1952 — повешен Юрген Штроп (р. 1895), немецкий военный преступник, группенфюрер СС.
- 1955 — Мамед Эмин Расулзаде (р. 1884), азербайджанский государственный и общественный деятель, журналист, драматург.
- 1961 — Борис Вилькицкий (р. 1885), русский гидрограф и геодезист, исследователь Арктики.
- 1964 — Павел I (р. 1901), король Греции в 1947—1964 гг.
- 1967
  - Золтан Кодай (р. 1882), венгерский композитор, музыкант, теоретик музыки.
  - Эдди Нельсон[англ.] (р. 1901), американский певец и актёр.
- 1969 — Надя Рушева (р. 1952), советская художница, вундеркинд.
- 1973
  - Перл Бак (р. 1892), американская писательница, лауреат Нобелевской премии (1938).
  - Александр Птушко (р. 1900), кинорежиссёр, художник-мультипликатор, сценарист, педагог, народный артист СССР.
- 1975 — Ефим Копелян (р. 1912), актёр театра и кино, народный артист СССР.
- 1980 — Григор Тютюнник (род. 1931), украинский советский писатель и переводчик.
- 1982
  - Николай Белов (р. 1891), русский советский кристаллограф и геохимик, академик.
  - Александр Менакер (р. 1913), советский эстрадный актёр, отец актёра Андрея Миронова.
  - Айн Рэнд (урожд. Алиса Розенбаум; р. 1905), американская писательница и философ.
- 1984 — Мартин Нимёллер (р. 1892), немецкий протестантский богослов, один из самых известных в Германии противников нацизма.
- 1986 — Джорджия О’Кифф (р. 1887), американская художница.
- 1988
  - Пётр Карышковский (р. 1921), украинский советский историк, нумизмат, учёный-энциклопедист.
  - застрелены три члена Временной Ирландской республиканской армии (IRA):
    - Дэниэл Маккенн (р. 1957);
    - Шон Сэвидж (р. 1965);
    - Майред Фаррелл (р. 1957).
- 1990 — убит Четин Эмеч (р. 1935), один из самых известных турецких журналистов, член руководства газеты «Хюрриет».
- 1992 — Андрей Губин (р. 1927), русский советский писатель-прозаик, поэт, журналист.
- 1994
  - Тенгиз Абуладзе (р. 1924), грузинский советский кинорежиссёр, народный артист СССР.
  - Мелина Меркури (р. 1920), греческая певица, актриса и политический деятель.
- 1997 — Чедди Джаган (р. 1918), премьер-министр (1953, 1961—1964), президент Гайаны (1992—1997).
- 1999
  - Иса II (или Иса ибн Салман Аль Халифа; р. 1933), эмир Бахрейна (1971—1999).
  - Вадим Матросов (р. 1917), советский военачальник, генерал армии, Герой Советского Союза.

### XXI век
- 2004 — Фрэнсис Ди (р. 1909), американская киноактриса.
- 2005
  - Ханс Альбрехт Бете (р. 1906), американский астрофизик, лауреат Нобелевской премии по физике (1967).
  - Тереза Райт (р. 1918), американская актриса, обладательница премии «Оскар» (1943).
- 2007 — Жан Бодрийяр (р. 1929), французский культуролог и философ-постмодернист.
- 2009 — Анри Пуссёр (р. 1929), бельгийский композитор, один из пионеров электронной музыки.
- 2010
  - Эндуранс Идахор (р. 1984), нигерийский футболист, нападающий.
  - покончил с собой Марк Линкус (р. 1962), американский музыкант, автор и исполнитель песен, лидер «Sparklehorse».
  - Ян Поплугар (р. 1935), чехословацкий футболист, серебряный призёр чемпионата мира (1962).
- 2012 — Франсишку Шавьер ду Амарал (р. 1937), первый президент Восточного Тимора (1975—1977).
- 2013
  - Элвин Ли (р. 1944), британский гитарист и певец, основатель группы «Ten Years After».
  - Андрей Панин (р. 1962), актёр театра и кино, заслуженный артист РФ.
- 2014 — Фрэнк Джоб (р. 1925), американский врач-ортопед, автор так называемой «операции Томми Джона» по пересадке боковой связки локтевого сустава.
- 2016 — Нэнси Рейган (р. 1923), американская актриса, супруга 40-го президента США Рональда Рейгана.
- 2020 — Анри Ришар (р. 1936), канадский хоккеист, рекордсмен по количеству побед в Кубке Стэнли среди игроков.
- 2024 — Римас Туминас (р. 1952), советский и литовский театральный режиссёр. Лауреат Национальной премии Литвы по культуре и искусству (1994) и Государственной премии Российской Федерации (2000). Художественный руководитель Московского театра имени Евгения Вахтангова (2007—2022).

## Народный календарь, приметы и фольклор Руси
- Тимофей Весновей.
- В старину считали, что в этот день весна уже пришла и стоит перед дверью: «на Тимофея-весновея — тепло у дверей».
- На Руси в соответствии с народным обычаем, старики выходят на завалинку греться[7].
- Коли первый гром грянет при северном ветре — к холодной весне, при восточном — к сухой и теплой, при южном — к теплой.
- Начинается сокодвижение в клёнах и берёзах.
- В старину на Руси говорили: «Дожить до Весновея, а там зима не страшна»[8].